# Carina Caicedo
Carina Elizabeth Caicedo Caicedo (23 de julio de 1987, Esmeraldas, Ecuador) es una atleta y futbolista ecuatoriana que actualmente juega para el club Independiente del Valle.

## Biografía
Estudió gastronomía en la Universidad Tecnológica Equinoccial. Desde la escuela de Pisullí, a los 9 años, dedicó toda su vida al atletismo, participando en pruebas de velocidad de 100, 200 y 400 metros lisos y en la modalidad de vallas. Entrenó dicho deporte en la Concentración Deportiva de Pichincha y formó parte de la selección de Pichincha, con la cual ganó más de 20 medallas y fue subcampeona sudamericana en los 400 m vallas. Su mejor marca es de 12,74 segundos a los 16 años de edad, cuando compitió en 2003 en La Habana, Cuba en los 100 m lisos. Debido a su velocidad entró en el fútbol, jugando de delantera para el Quito Fútbol Club desde 2013, con el que quedó subcampeona en el primer campeonato de fútbol femenino de Ecuador ese mismo año. Fue seleccionada para el equipo de fútbol de Ecuador en 2014, con el cual quedó tercera en la Copa América de Ecuador 2014, clasificó a los Juegos Panamericanos de Toronto 2015 y con posibilidades de clasificarse para el Mundial de Fútbol Femenino de Canadá 2015.

## Trayectoria

### Quito F. C.
Se inició jugando para el Quito Fútbol Club en el año 2013, equipo en el cual se mantuvo hasta el año 2018.

### Club Ñañas
En el año 2019 fichó por el Club Ñañas, equipo del cual fue su goleadora.

### Club Deportivo El Nacional
En el 2020 fichó por el Club Deportivo El Nacional, club en el cual se coronó campeona de la Súperliga Femenina de Ecuador.

### Independiente del Valle
Para el año 2021 se enroló en el Club Independiente del Valle.

## Selección nacional
Ha sido internacional con la Selección femenina de fútbol de Ecuador.

### Participaciones en Copas del Mundo
| Mundial                                 | Sede   | Resultado    | Partidos | Goles |
| --------------------------------------- | ------ | ------------ | -------- | ----- |
| Copa Mundial Femenina de Fútbol de 2015 | Canadá | Primera Fase | 1        | 0     |

### Participaciones en Copa América
| Copa América               | Sede    | Resultado    | Partidos | Goles |
| -------------------------- | ------- | ------------ | -------- | ----- |
| Copa América Femenina 2014 | Ecuador | Tercer lugar | 6        | 1     |
| Copa América Femenina 2018 | Chile   | Primera fase | 4        | 0     |

## Clubes
Actualizado al 10 de septiembre del 2021.
| Club                       | País    | Año           | Part. | Goles | Prom. |
| -------------------------- | ------- | ------------- | ----- | ----- | ----- |
| Quito F.C.                 | Ecuador | 2013 - 2018   | -     | 29    | 0     |
| Club Ñañas                 | Ecuador | 2019          | 24    | 12    | 0,50  |
| Club Deportivo El Nacional | Ecuador | 2020          | 9     | 5     | 0,56  |
| Independiente del Valle    | Ecuador | 2021-presente | 13    | 9     | 0,69  |
| Total                      | Total   | Total         | -     | 55    | -     |

## Estadísticas
Datos actualizados a 10 de septiembre de 2021.
| Club                              | Div           | Temporada     | Liga     | Liga  | Internacional | Internacional | Total    | Total | Promedio |
| Club                              | Div           | Temporada     | Partidos | Goles | Partidos      | Goles         | Partidos | Goles |          |
| --------------------------------- | ------------- | ------------- | -------- | ----- | ------------- | ------------- | -------- | ----- | -------- |
| Quito F.C. · Ecuador              |               |               |          |       |               |               |          |       |          |
| 1.ª                               | 2013          |               |          | -     | -             |               |          |       |          |
| 1.ª                               | 2014          |               | 9        | -     | -             |               | 9        |       |          |
| 1.ª                               | 2015          |               | 2        | -     | -             |               | 2        |       |          |
| 1.ª                               | 2016          | 19            | 10       | -     | -             | 19            | 10       | 0,53  |          |
| 1.ª                               | 2017-18       | 12            | 8        | -     | -             | 12            | 8        | 0,67  |          |
| Total club                        | Total club    | 31            | 29       | 0     | 0             | 31            | 29       | 0,94  |          |
| Club Ñañas · Ecuador              |               |               |          |       |               |               |          |       |          |
| 1.ª                               | 2019          | 24            | 12       | -     | -             | 24            | 12       | 0,50  |          |
| Total club                        | Total club    | 24            | 12       | 0     | 0             | 24            | 12       | 0,50  |          |
| El Nacional · Ecuador             |               |               |          |       |               |               |          |       |          |
| 1.ª                               | 2020          | 9             | 5        | -     | -             | 9             | 5        | 0,56  |          |
| Total club                        | Total club    | 9             | 5        | 0     | 0             | 9             | 5        | 0,56  |          |
| Independiente del Valle · Ecuador |               |               |          |       |               |               |          |       |          |
| 1.ª                               | 2021          | 13            | 9        | -     | -             | 13            | 9        | 0,69  |          |
| Total club                        | Total club    | 13            | 9        | 0     | 0             | 13            | 9        | 0,69  |          |
| Total carrera                     | Total carrera | Total carrera | 77       | 55    | 0             | 0             | 77       | 55    | 0,71     |

## Palmarés

### Títulos nacionales
| Título                                        | Club                       | País    | Año  |
| --------------------------------------------- | -------------------------- | ------- | ---- |
| Súperliga Ecuatoriana de Fútbol Femenino 2020 | Club Deportivo El Nacional | Ecuador | 2020 |